# Awerintzewia cyclostoma
Awerintzewia cyclostoma ist eine Schalenamöbe der Arcellinida. Sie wird im Deutschen auch als Rundmaul-Schalenamöbe bezeichnet. Die Art kommt in Teichen auf Wasserpflanzen sowie in Torfmoosrasen vor.

## Merkmale
Awerintzewia cyclostoma ist 135 bis 180 Mikrometer lang. Das Gehäuse ist dunkelviolett und oval. Es ist dicht mit Quarztrümmern gepflastert. Die Mundöffnung ist elliptisch.

## Belege